# Margaritopsis nutans
Margaritopsis nutans là một loài thực vật có hoa trong họ Thiến thảo. Loài này được (Sw.) C.M.Taylor mô tả khoa học đầu tiên năm 2005.